# Verdiana Zangaro
Verdiana Zangaro, nota anche semplicemente come Verdiana (Rossano, 21 giugno 1986), è una cantante italiana.
All'età di 16 anni partecipò al Festival di Sanremo 2003, nella sezione Giovani, con il brano Chi sei non lo so e si classificò quarta su 16 partecipanti. 
Diventa celebre al pubblico nel 2013 partecipando alla dodicesima edizione del talent show di Amici di Maria De Filippi dove si classifica al quarto posto e firmando un contratto con l'etichetta discografica Carosello Records. Ritorna al Festival di Sanremo 2021 come componente de Le Deva nella serata duetti al fianco di Orietta Berti. Nel 2024 vince la 14ª edizione di Tale e Quale Show in onda su Rai 1.

## Biografia

### 1995-2011: Gli inizi, Sanremo e il primo album
Inizia a cantare all'età di soli 4 anni e si esibisce in vari concorsi locali. A 9 anni lavora già con suo padre nei locali della zona. Nel 1995 la sua prima apparizione televisiva nella trasmissione per giovani talenti Bravo Bravissimo, condotta da Mike Bongiorno su Canale 5, dove gareggia con giovanissimi artisti di tutto il mondo aggiudicandosi il secondo posto.
Nello stesso anno viene invitata da Gigi Sabani nella trasmissione Re per una notte – Bambini, in onda su Italia Uno, dove, proponendo la canzone Come saprei di Giorgia, si aggiudica il Premio della critica disco d'argento. Seguono poi altre trasmissioni per bambini trasmesse sulle reti Mediaset tra cui Canzoni sotto l'albero condotta da Mara Venier dove si aggiudica il primo premio.
Nel 1996 prende parte al tour di Bravo Bravissimo in varie piazze italiane con chiusura, nel teatro di San Marino, trasmessa sulla rete di JTV.
Nel 1997, notata da Raffaella Carrà, viene invitata nella nota trasmissione Carramba che sorpresa, dove sorprende la cantante Giorgia cantando una canzone di Whitney Houston e duettando poi con lei. Grazie a questa esibizione, Verdiana viene notata da un produttore discografico, Elio Palumbo, con il quale inizia a produrre pezzi inediti in studio all’età di 12 anni. Escono quindi i suoi primi due singoli firmati Antonello De Sanctis, autore di Nek, e Alberto Cheli, sotto il marchio della casa discografica EMI.
Il 18 aprile 2002 esce il primo EP intitolato Ieri, distribuito e prodotto da Universal Music Italia. Nello stesso anno partecipa alla trasmissione Destinazione Sanremo, condotta su Rai Uno da Claudio Cecchetto e Pippo Baudo, affiancati da Elisabetta Gregoraci, dove in tutte e tre le puntate si classifica sempre prima, guadagnandosi così la partecipazione al Festival di Sanremo 2003, nella sezione Nuove proposte, con la canzone Chi sei non lo so, classificandosi quarta.
Successivamente Verdiana viene invitata come ospite in numerose trasmissioni tra cui Novecento e La vita in diretta, in onda su Rai Uno, Mattina in famiglia e Cominciamo bene, su Rai 2. Prende parte, poi, al tour dei giochi olimpici di Torino esibendosi in numerose piazze italiane. Seguono numerosi live e aperture di concerti di artisti italiani tra i quali Gigi D'Alessio, Giorgia, Vasco Rossi, Irene Grandi, Articolo 31 e Antonella Ruggiero nel settembre 2004.
Dal settembre 2006 fino al 27 gennaio 2007, è impegnata nello spettacolo teatrale Donna Gabriella e i suoi figli di Gabriele Cirilli. A dicembre 2007 prende parte come ospite al concerto per l’UNICEF andato in onda su Rai International. 
Nel 2009 nasce l'idea di un omaggio a Mia Martini e grazie alla collaborazione di Massimo Garritano, che cura gli arrangiamenti, prende vita Immensamente Mia, un progetto che lega musica e teatro avvalendosi dell'attrice e regista Patrizia Gallo, del batterista Biagio Greco, del bassista Carmelo De Simone e del tastierista Francesco Spadaccino. Nel 2011 grazie a una coproduzione di Ragapelli family e Sound on Sound records di Paolo Scarpino esce l'album intitolato Immensamente Mia - Verdiana canta Mimì.

### 2012-2013:Amici di Maria de FilippieLontano dagli occhi
Nel 2012 prende parte alla dodicesima edizione di Amici di Maria De Filippi, arrivando alla fase serale del programma nella squadra blu capitanata da Miguel Bosé e Eleonora Abbagnato. Nella fase serale Verdiana ha duettato con molti artisti nazionali ed internazionali: Marco Mengoni, Anna Oxa, Antonello Venditti, Craig David, Miguel Bosé, Ron, e i Morcheeba.
Il 2 maggio 2013 firma un contratto discografico con la Carosello Records. Il 14 maggio 2013 viene pubblicato l'EP Lontano dagli occhi, contenente sette brani tra cui il singolo che dà il titolo all'album, presentato al pubblico già durante il talent show. L'EP debutta all'11º posto della classifica FIMI fino a raggiungere l'8°, mentre il videoclip supera il milione di visualizzazioni su YouTube. 
Il 5 novembre 2013 pubblica l'EP dal vivo Io, dal vivo, contenente sei canzoni eseguite tutte dal vivo.
Il 31 dicembre 2013 viene invitata ad esibirsi sul palco de L'anno che verrà per festeggiare il nuovo anno.

### 2014:Nel centro del caos
Il 25 marzo 2014 viene pubblicato il primo album di inediti per Carosello Records dal titolo Nel centro del caos. Il disco, contenente 12 tracce, ha debuttato la prima settimana al ventisettesimo posto nella classifica FIMI.
L'album viene anticipato il 28 febbraio 2014 dal singolo Aria e dal secondo singolo, Inesorabilmente, che esce il 18 marzo, mentre il terzo, Disfunzione, esce il 5 agosto 2014.
Partecipa l'8 marzo 2014 a una puntata del Roxy Bar presentata da Red Ronnie.

### 2016-presente: Le Deva
Il 1º aprile esce il singolo L'amore merita, in concomitanza con il decimo compleanno di Gay Help Line, su tutte le piattaforme di digital download per l'etichetta discografica New Music International e Dischi dei sognatori. Il brano è realizzato in collaborazione con Greta, Roberta Pompa e Simonetta Spiri, quartetto che più tardi assumerà il nome de Le Deva, ed è sostenuto da una campagna di sensibilizzazione sui Social network con l'appoggio di personaggi Arisa, Loredana Errore, Irene Fornaciari, Valerio Scanu, Ivana Spagna ed Enzo Iacchetti. 
Il videoclip ufficiale viene pubblicato in anteprima il 31 marzo sul sito di TGCOM 24. Pochi giorni dopo l'uscita raggiunge la prima posizione della classifica di iTunes. Il 6 aprile viene ospitata insieme alle colleghe da Barbara D'Urso a Pomeriggio 5 per la promozione del brano e subito dopo annunciano che ci sarà un tour estivo che toccherà tutta l'Italia chiamato L'amore merita tour. Il brano dopo poco più di un mese raggiunge 1.000.000 di visualizzazioni su YouTube.
Il 19 e 20 aprile ritorna nella scuola di Amici di Maria De Filippi per promuovere il singolo e farlo conoscere ai ragazzi della 15ª edizione.
Il 14 maggio 2016 Verdiana, insieme a Simonetta Spiri, Roberta Pompa e Greta, si esibisce al Concerto di Primavera di Radio Italia con il brano L'amore merita. Al concerto sono intervenuti anche: Roberto Vecchioni, Umberto Tozzi, Annalisa, Zero Assoluto, Alessio Bernabei, Loredana Errore e Amara.
Il 20 maggio 2016 Verdiana è ospite a Detto fatto, programma TV condotto da Caterina Balivo su Rai 2 insieme alle altre 3 colleghe con cui condivide questo progetto musicale.
Il 17 giugno esce su iTunes l'EP L'amore merita remix contenente 2 remix del brano originale: una versione dance mixata da Stefano Fisico & Micky UK e una versione reggae mixata dal Dj Samuel Kimko. A poche ore dalla sua uscita, l'EP raggiunge subito la prima posizione nella classifica degli album più venduti su iTunes.
Visto il grande successo ottenuto con L'amore merita, Verdiana decide di collaborare nuovamente insieme a Greta, Simonetta Spiri e Roberta Pompa ad un nuovo singolo chiamato L'origine pubblicato il 30 settembre 2016.
Nel 2024 viene scelta da Carlo Conti come concorrente di Tale e quale show, vincendo l'edizione dell'8 novembre.

## Discografia

### Da solista

#### Album in studio
- 2011 - Immensamente Mia - Verdiana canta Mimì
- 2014 - Nel centro del caos

#### EP
- 2002 - Ieri
- 2013 - Lontano dagli occhi
- 2013 - Io, dal vivo

#### Singoli
- 2003 - Chi sei non lo so
- 2013 - Lontano dagli occhi
- 2014 - Inesorabilmente
- 2014 - Disfunzione

## Videografia

### Da solista
- 2013 - Lontano dagli occhi
- 2014 - Inesorabilmente
- 2014 - Disfunzione